# Gässi
Gässi är en sjö i Orsa kommun i Dalarna och ingår i Dalälvens huvudavrinningsområde. Sjön har en area på 0,203 kvadratkilometer och ligger 206,4 meter över havet. Sjön avvattnas av vattendraget Djurbäcksbäcken.

## Delavrinningsområde
Gässi ingår i det delavrinningsområde (678811-145003) som SMHI kallar för Mynnar i Orsälvens vattendragsyta. Medelhöjden är 221 meter över havet och ytan är 0,96 kvadratkilometer. Det finns ett avrinningsområde uppströms, och räknas det in blir den ackumulerade arean 12,66 kvadratkilometer. Djurbäcksbäcken som avvattnar avrinningsområdet har biflödesordning 3, vilket innebär att vattnet flödar genom totalt 3 vattendrag innan det når havet efter 350 kilometer. Avrinningsområdet består mestadels av skog (71 procent). Avrinningsområdet har 0,2 kvadratkilometer vattenytor vilket ger det en sjöprocent på 20,8 procent.